# Biblioteca municipal de Tours
La Biblioteca municipal de Tours es una biblioteca ubicada en la ciudad de Tours, en Francia. Es la reconstrucción de la antigua biblioteca de la ciudad, quemada en 1940 por los bombardeos alemanes. Cuenta con protección de monumento histórico desde 1996.

## Historia
La antigua biblioteca de Tours fue destruida durante un bombardeo alemán a la ciudad en junio de 1940. Sin embargo, rápidamente surgió la idea de su reconstrucción. Fue por ello que en julio de 1950 se encargó esta tarea a Pierre Patout, arquitecto encargado de la reconstrucción de las partes destruidas de la ciudad.
La obras comenzaron en junio de 1953. La primera piedra fue colocada por el ministro de educación nacional, André Marie, en medio de una ceremonia solemne. Finalmente, luego de cuatro años de construcción, fue inaugurada en noviembre de 1957. El 31 de diciembre de 1996 fue declarada monumento histórico de Francia.

## Arquitectura y colecciones

### Arquitectura
El edificio incluye un cuerpo central flanqueado por dos alas laterales en la planta baja. Está construido con hormigón y la fachada está adornado en mampostería de piedra. En el piso superior hay un auditorio rematado por el techo piramidal de cobre. Las remodelaciones no han modificado el edificio, solamente la distribución interior de las salas.

### Colecciones
El origen de la colección de la biblioteca se encuentra en la confiscación de los objetos propiedad eclesiástica luego de la revolución francesa. Sin embargo, los numerosos traslados a lugares inadecuados los dañaron seriamente y el desinterés municipal por estos dieron lugar a numerosos robos (en especial a los documentos provenientes del siglo XIX). Fue sin embargo en 1875 cuando se creó el primer catálogo de la colección por Auguste d'Orange. En 2018, el autor y presentador Patrice Wolf donó más de 15 000 ejemplares a la biblioteca.